# Лазерний спектральний аналіз
Лазерний спектральний аналіз (рос. лазерный спектральный анализ, англ. laser spectrum analysis; нім. Laserspektralanalyse f) – якісне і кількісне визначення елементного і молекулярного складу речовини шляхом дослідження його спектрів, які отримують за допомогою лазерного випромінювання. Використання лазерів забезпечує граничні значення найважливіших для спектрального аналізу характеристик: чутливість на рівні детектування одиничних атомів і молекул, вибірковість аж до реєстрації частинок з певними квантовими характеристиками в суміші частинок, гранична спектральна (до повного усунення впливу приладу) і часова (до 10-14 с) точність, можливість дистанційного аналізу (до кількох км). Лазерний спектральний аналіз використовується, зазвичай, коли необхідні характеристики не можуть бути отримані за допомогою традиційних методів і приладів спектрального аналізу.